# Tacuatitla
Tacuatitla är en ort i Mexiko.   Den ligger i kommunen Huejutla de Reyes och delstaten Hidalgo, i den sydöstra delen av landet, 200 km norr om huvudstaden Mexico City. Tacuatitla ligger 411 meter över havet och antalet invånare är 288.
Terrängen runt Tacuatitla är kuperad. Runt Tacuatitla är det ganska tätbefolkat, med 248 invånare per kvadratkilometer. Närmaste större samhälle är Huejutla de Reyes, 9,1 km öster om Tacuatitla. I omgivningarna runt Tacuatitla växer i huvudsak städsegrön lövskog.